# ژیژلیتسه (ناحیه لوونی)

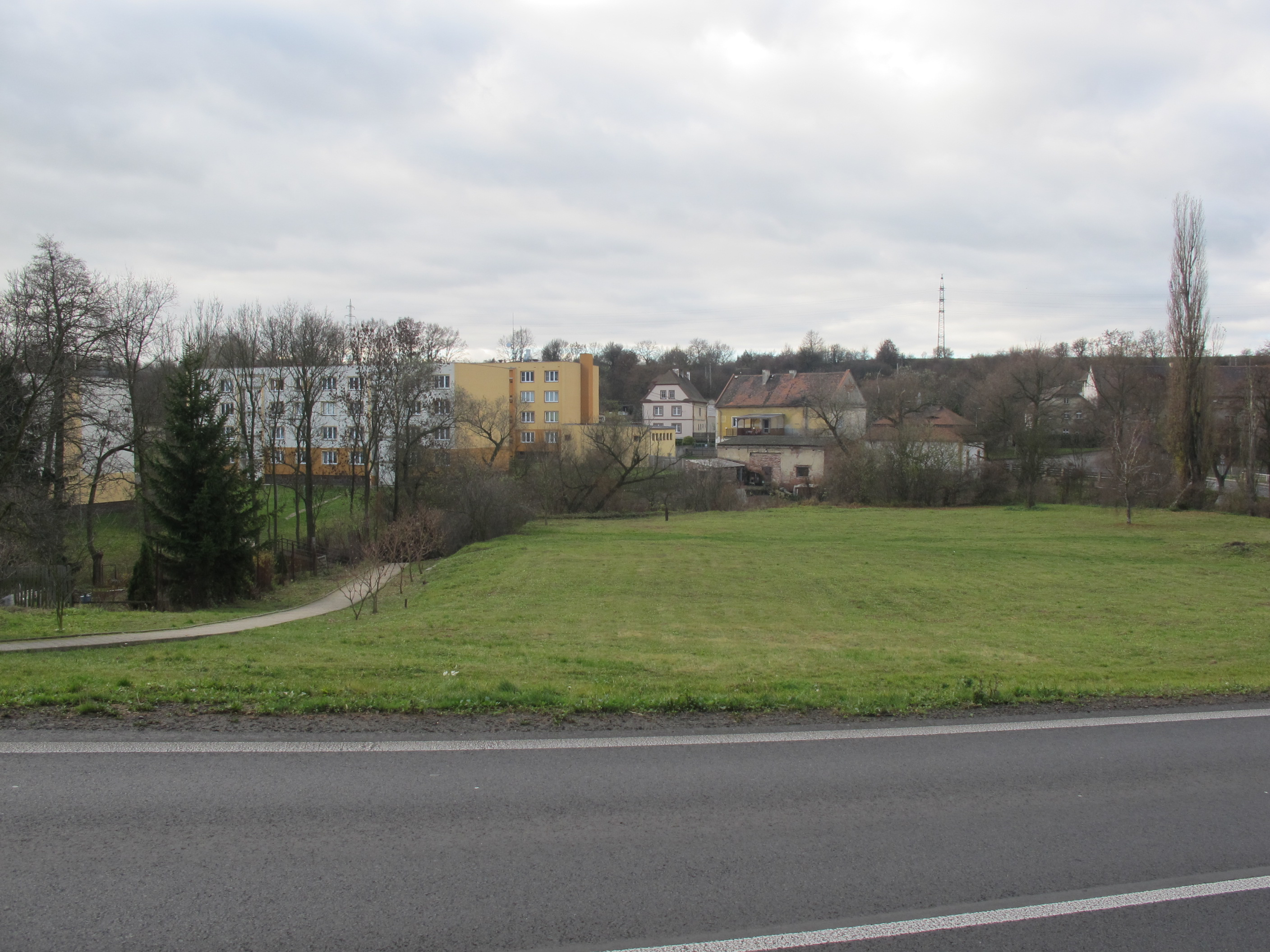
منطقه مسکونی در چک

ژیژلیتسه (به چکی: Žiželice) یک منطقهٔ مسکونی در جمهوری چک است که در ناحیه لوونی واقع شده‌است. ژیژلیتسه ۱۴٫۷۶ کیلومتر مربع مساحت و ۴۴۶ نفر جمعیت دارد و ۲۳۱ متر بالاتر از سطح دریا واقع شده‌است.